# Dekanat Szczebrzeszyn
Dekanat Szczebrzeszyn – jeden z 19 dekanatów w rzymskokatolickiej diecezji zamojsko-lubaczowskiej.

## Parafie
W skład dekanatu wchodzi 12 parafii:
- parafia św. Maksymiliana Kolbego – Deszkowice
- parafia Wniebowzięcia NMP – Gorajec-Stara Wieś
- parafia Najświętszego Serca Pana Jezusa – Klemensów (Bodaczów)
- parafia Znalezienia Krzyża Świętego – Mokrelipie
- parafia św. Wojciecha i MB Różańcowej – Nielisz
- parafia św. Antoniego Padewskiego – Radecznica
- parafia św. Jana Chrzciciela – Staw Noakowski
- parafia św. Katarzyny – Szczebrzeszyn
- parafia św. Mikołaja – Szczebrzeszyn
- parafia św. Izydora – Topólcza
- parafia św. Apostołów Piotra i Pawła – Tworyczów
- parafia MB Królowej Polski – Zwierzyniec

## Sąsiednie dekanaty
Biłgoraj – Północ, Józefów, Krasnobród, Krasnystaw – Wschód (archidiec. lubelska), Sitaniec, Turobin (archidiec. lubelska)